# Lipochaeta ranica
Lipochaeta ranica är en tvåvingeart som beskrevs av Wayne N. Mathis och Trautwein 2003. Lipochaeta ranica ingår i släktet Lipochaeta och familjen vattenflugor. Inga underarter finns listade i Catalogue of Life.